# Maßbach
Maßbach är en köping (Markt) i Landkreis Bad Kissingen i Regierungsbezirk Unterfranken i förbundslandet Bayern i Tyskland.
Köpingen ingår i kommunalförbundet Maßbach tillsammans med kommunerna Rannungen och  Thundorf in Unterfranken.